# ヴェルファーレ
ヴェルファーレ（velfarre）は東京都港区六本木七丁目14番22号に存在したディスコ・クラブ・イベントスペースである。1994年12月10日にオープンし、2007年1月1日に閉店した。通称、六本木ヴェルファーレ、ヴェル、ヴェルファ。店名は折口雅博自身が考案したもので、「ヴェルサーチ」「フェラーリ」「アルマーニ」などを混ぜた造語である。 
本項では運営会社の株式会社ヴェルファーレ・エンタテインメント、旧運営会社の株式会社ヴェルファーレについても記述する。

## 概要
1994年12月、「アジア最大のディスコ」として東京都港区六本木七丁目14番22号にオープン。総投資額は10年間で約40億円強。地下3階、地上3階建て、延べ床面積5000平方メートルの世界最大の規模。
地下3階にあるダンスフロアは10メートルをぶち抜いた吹き抜けの部屋で、そっくり地面をくりぬいたような造り。地下2階はゆったりしたソファと洋酒のビンが並び、高級クラブのようなVIPルーム。地下1階には若者向けのクラブ音楽のＤＪルーム。地下1・2階の壁にはめこまれたガラス越しに地下3階のダンスフロアの様子を見渡せる仕組み。内装は黒と黄土色、ステンレスっぽい銀色が基調。
定員1500人。ステージには40インチテレビ36台分の巨大画面があった。所有者は小室哲哉並びにavex trax。
トランス・ユーロビート・テクノやパラパラ等の流行の発信地として知られた。また、アニメ・声優のイベント・ライブも開催されたことがある。
借地契約期間満了に伴い閉店。2006年12月31日の「LAST DANCE」営業後、2007年1月1日0時00分をもって12年間の歴史に幕を閉じた。ヴェルファーレ・エンタテインメントはその後飲食店の営業のみを行っていたが、赤字が続いていたため、2010年3月31日付で解散。同年6月30日に清算が結了し、ヴェルファーレの名は名実ともに完全消滅した。

## 沿革
- 1993年11月1日：旧運営会社の株式会社ヴェルファーレを東京都港区南青山五丁目10番2号に設立。
- 1994年12月10日：開店。これに合わせイメージCDアルバム『VELFARRE Vol.ZERO ～indi-theatre disco～』が同年11月9日に発売される。
- 1996年
  - 2月26日:株式会社ヴェルファーレの本店を東京都港区六本木七丁目14番22号に移転。
  - 8月：世界初のインターネット連動型ライブ・イベント「avex dance net '96 in VELFARRE」を開催。
- 1997年
  - 2月7日：新運営会社の株式会社ヴェルファーレ・エンタテインメントを設立。
  - 4月1日：運営が株式会社ヴェルファーレから株式会社ヴェルファーレ・エンタテインメントに移管。株式会社ヴェルファーレは（新）エイベックス・ディー・ディー株式会社に商号変更。
- 1998年：アルファベット表記を大文字の「VELFARRE」から小文字の「velfarre」へ変更。
  - 8月：エイベックス創業10周年を記念して「avex non-stop 150h in velfarre」と題したイベントを開催。
- 1999年8月10日：エイベックス主催オーディション「avex dream 2000」の決戦大会が行われる。
- 2001年2月7日：当時ニューヨーク・メッツに所属していたプロ野球選手・新庄剛志によるインターネット向け番組制作会社ナビードットコムのテレビCM出演会見が行われる。[5]
- 2002年8月23日：パラパラオールスターズの解散ライブが行われる。
- 2005年4月1日：親会社がエイベックス・グループ・ホールディングス株式会社からエイベックス・エンタテインメント株式会社に異動する。
- 2006年12月20日：パラパラオールスターズの一夜限りの復活ライブが行われる。
- 2007年1月1日：閉店。株式会社ヴェルファーレ・エンタテインメントは本店をエイベックスビルに移転。
- 2010年
  - 2月22日：株式会社ヴェルファーレ・エンタテインメントが臨時株主総会で同年3月31日付で解散することを決議。
  - 6月30日：株式会社ヴェルファーレ・エンタテインメントの清算結了。その旨の登記が8月3日付でなされて登記簿が閉鎖され、法人格消滅。

## その後
2009年6月、跡地にセントラム六本木ビルが竣工している（住所は東京都港区六本木七丁目14番23号）。2011年7月にエイベックスと資本関係にあるドワンゴとその子会社のニワンゴが同ビルの地下にニコニコ動画ユーザー向けのイベント施設「ニコファーレ」を開設、18日にオープンした。
2012年、USENグループのマザーエンタテイメントが運営する新木場STUDIO COASTのクラブイベント「ageHa」（アゲハ）とのコラボレーション・イベント「agefarre」（アゲファーレ）が開催される。STUDIO COAST閉館まで10年続いた。STUDIO COAST閉館後の2022年10月1日、agefarreが10周年を迎え、11回目となる「ageHa THE FESTIVAL VOL.01 agefarre 2022 -Open Air-」がお台場特設会場で行われた。

## velfarre records
かつて存在していたエイベックスのレコードレーベル。ダンス☆マン（1998年〜1999年）、オルケスタ・デル・ソル（1998年）が所属していた。

## ヴェルファーレが登場する作品
- Winter Grooves [VELFARRE snow club mix] - TRFの楽曲「Winter Grooves」のリミックス・バージョン。9枚目のシングル「masquerade」に収録。
- 恋するヴェルファーレダンス 〜Saturday Night〜 - MAXのデビュー曲で、WHIGFIELD「SATURDAY NIGHT (BE MY BABY)」の日本語カバー。日本語詞を秋元康が手掛けた。ヴェルファーレのイベント用に制作された楽曲となっており、PVの撮影もヴェルファーレで行われた。
- avex dance Matrix '95 LIVE ～DISCO WEEK in VELFARRE～ - 1995年8月にヴェルファーレで開催されたライブ・イベント。映像作品はVHS、LDでリリースされているが、DVD・Blu-ray化されていない。
- velfarre 2000 - BAZOOKA GIRLの楽曲。初収録CDは『SUPER EUROBEAT presents EUROMACH 3』（ノンストップ収録）。EXTENDED VERSIONは『SUPER EUROBEAT VOL.184』のDISC 2に収録。
- velfarre 2006 - GARCONの楽曲。
- Hey Hey velfarre - BAZOOKA GIRLの楽曲。
- The Class of velfarre - BAZOOKA GIRLの楽曲。
- Everybody velfarre - BAZOOKA GIRLの楽曲。
- velfarre 10 - FRANZ TORNADO & BAZOOKA GIRLの楽曲。
- velfarre - Hans Edler、Freebeeの楽曲。
- Dancers On Speakers (velfarre Vels Edit) - DJ Greggerの楽曲。
- M 愛すべき人がいて - ノンフィクション作家小松成美による「事実を基にした」フィクション小説、およびそれを原作としたテレビドラマ。テレビドラマでは実在する（実在した）企業名や店名を実名で出すことができなかったため、浜崎あゆみがMAX松浦と出会うきっかけとなったヴェルファーレは「ベルファイン」（velfine）の名で登場した。